# Albumy numer jeden w roku 1989 (Japonia)
Notowanie Weekly Album Chart (jap. 週間アルバムランキング Shūkan Arubamu Chāto) przedstawia najlepiej sprzedające się albumy w Japonii. Publikowane jest ono przez magazyn Oricon Style, a dane skompletowane zostały przez Oricon w oparciu o cotygodniowe wyniki sprzedaży fizycznej albumów. Poniżej znajdują się tabele prezentujące najpopularniejsze albumy w danych tygodniach w roku 1989.

## Oricon Weekly Album Chart
| Data            | Album                                                                                            | Wykonawca              | Źródło |
| --------------- | ------------------------------------------------------------------------------------------------ | ---------------------- | ------ |
| 2 stycznia      | “SINGLES”                                                                                        | BOØWY                  | [ 1 ]  |
| 9 stycznia      | wstrzymanie publikacji                                                                           | wstrzymanie publikacji | [ 1 ]  |
| 16 stycznia     | BEST II                                                                                          | Akina Nakamori         | [ 1 ]  |
| 23 stycznia     | GOLD                                                                                             | Hound Dog              | [ 1 ]  |
| 30 stycznia     | TABOO                                                                                            | BUCK-TICK              | [ 1 ]  |
| 6 lutego        | GOLD                                                                                             | Hound Dog              | [ 1 ]  |
| 13 lutego       | √5                                                                                               | Barbee Boys            | [ 1 ]  |
| 20 lutego       | √5                                                                                               | Barbee Boys            | [ 1 ]  |
| 27 lutego       | STAND UP!!                                                                                       | Eikichi Yazawa         | [ 1 ]  |
| 6 marca         | Hey! Say!                                                                                        | Hikaru Genji           | [ 1 ]  |
| 13 marca        | Hey! Say!                                                                                        | Hikaru Genji           | [ 1 ]  |
| 20 marca        | Hey! Say!                                                                                        | Hikaru Genji           | [ 1 ]  |
| 27 marca        | JOY                                                                                              | Shizuka Kudō           | [ 1 ]  |
| 3 kwietnia      | Shōwa (jap. 昭和)                                                                                | Tsuyoshi Nagabuchi     | [ 1 ]  |
| 10 kwietnia     | Shōwa (jap. 昭和)                                                                                | Tsuyoshi Nagabuchi     | [ 1 ]  |
| 17 kwietnia     | Shōwa (jap. 昭和)                                                                                | Tsuyoshi Nagabuchi     | [ 1 ]  |
| 24 kwietnia     | Like a Prayer (jap. ライク・ア・プレイヤー)                                                      | Madonna                | [ 1 ]  |
| 1 maja          | HEART & SOUL                                                                                     | Jun’ichi Inagaki       | [ 1 ]  |
| 8 maja          | COMPLEX                                                                                          | Complex                | [ 1 ]  |
| 15 maja         | Especially For You ~Yasashi-sa ni tsutsumarete~ (jap. Especially For You 〜優しさにつつまれて〜) | Wink                   | [ 1 ]  |
| 22 maja         | DRESS                                                                                            | TM Network             | [ 1 ]  |
| 29 maja         | BLOND SAURUS                                                                                     | Rebecca                | [ 1 ]  |
| 5 czerwca       | CIRCUIT of RAINBOW                                                                               | Anri                   | [ 1 ]  |
| 12 czerwca      | CIRCUIT of RAINBOW                                                                               | Anri                   | [ 1 ]  |
| 19 czerwca      | Return to Myself                                                                                 | Mari Hamada            | [ 1 ]  |
| 26 czerwca      | Return to Myself                                                                                 | Mari Hamada            | [ 1 ]  |
| 3 lipca         | Eau Du Ciel (Ten no mizu) (jap. Eau Du Ciel (天の水))                                            | Takako Okamura         | [ 1 ]  |
| 10 lipca        | Flower bed                                                                                       | Misato Watanabe        | [ 1 ]  |
| 17 lipca        | Flower bed                                                                                       | Misato Watanabe        | [ 1 ]  |
| 24 lipca        | GAUCHE                                                                                           | Yōko Minamino          | [ 1 ]  |
| 31 lipca        | Seven Heaven                                                                                     | The Checkers           | [ 1 ]  |
| 7 sierpnia      | CRUISE                                                                                           | Akina Nakamori         | [ 1 ]  |
| 14 sierpnia     | CRUISE                                                                                           | Akina Nakamori         | [ 1 ]  |
| 21 sierpnia     | CRUISE                                                                                           | Akina Nakamori         | [ 1 ]  |
| 28 sierpnia     | Suika SOUTHERN ALL STARS SPECIAL 61SONGS (jap. すいか SOUTHERN ALL STARS SPECIAL 61SONGS)        | Southern All Stars     | [ 1 ]  |
| 4 września      | PRIDE                                                                                            | CHAGE&ASKA             | [ 1 ]  |
| 11 września     | Wasted Tears                                                                                     | Shōgo Hamada           | [ 1 ]  |
| 18 września     | Hide’n’ Seek                                                                                     | Miho Nakayama          | [ 1 ]  |
| 25 września     | Wasted Tears                                                                                     | Shōgo Hamada           | [ 1 ]  |
| 2 października  | WORST                                                                                            | Seikima-II             | [ 1 ]  |
| 9 października  | NEO FASCIO                                                                                       | Kyōsuke Himuro         | [ 1 ]  |
| 16 października | the BADDEST                                                                                      | Toshinobu Kubota       | [ 1 ]  |
| 23 października | the BADDEST                                                                                      | Toshinobu Kubota       | [ 1 ]  |
| 30 października | the BADDEST                                                                                      | Toshinobu Kubota       | [ 1 ]  |
| 6 listopada     | Hello... I Love You                                                                              | Hikaru Genji           | [ 1 ]  |
| 13 listopada    | I.B.W.                                                                                           | Bakufu Slump           | [ 1 ]  |
| 20 listopada    | 5 1/2                                                                                            | Kome Kome Club         | [ 1 ]  |
| 27 listopada    | LOVERS                                                                                           | Princess Princess      | [ 1 ]  |
| 4 grudnia       | LOVE WARS                                                                                        | Yumi Matsutōya         | [ 1 ]  |
| 11 grudnia      | LOVE WARS                                                                                        | Yumi Matsutōya         | [ 1 ]  |
| 18 grudnia      | DREAMERS ONLY                                                                                    | Personz                | [ 1 ]  |
| 25 grudnia      | LOVE WARS                                                                                        | Yumi Matsutōya         | [ 1 ]  |